# ハイゼンベルク切断
ハイゼンベルク切断（ハイゼンベルクせつだん、英: Heisenberg cut）は量子力学において、量子事象と、観測者の情報・知識（または意識）との間の仮想的な境界である。ハイゼンベルク切断の下では、すべてが波動関数によって支配される。ハイゼンベルク切断の上では古典的な説明が使用される。ハイゼンベルク切断は理論的構築物であり、実際にハイゼンベルク切断が存在するかどうか、それが位置する場所や、実験的に検出する方法は不明である。ただし、この概念は分析には有用である。

## 概要
ハイゼンベルク切断は、量子力学のコペンハーゲン解釈における波動関数の収縮に関連したヴェルナー・ハイゼンベルクの研究にちなんで名付けられた。通常の状況では、十分に古典的（マクロ）とみなせる場所に実験系と測定側の境界を置けば、その境界より測定側を古典的に扱っても結果はほぼ変わらず、そのような境界をハイゼンベルク切断と呼ぶ。すなわち、ハイゼンベルク切断は、測定系からの反射を無視できる境界を示す。測定系からの反射は実験で確認された現象であり、当然のことながら、この実験結果は特定の解釈に依存しない。
ハイゼンベルク切断はシュレーディンガーの猫等の観測問題の解決手段としても用いられるが、解釈等によってはハイゼンベルク切断がなくとも観測問題を解決できるとされる。例えば、波動関数の収縮を認めない隠れた変数理論は、ハイゼンベルク切断がなくとも観測問題を解決できる。また、和田純夫は多世界解釈においてもハイゼンベルク切断がなくとも観測問題を解決できるとしている。

## ハイゼンベルクによる言及
ハイゼンベルクは、自著の中でさまざまな方法でこの概念について述べている。たとえば、彼は次のように書いている。「このような状況においては、次のようなことが自然に生じる。すなわちこの〔波動関数の収縮という〕プロセスの数学的扱いにおいては、境界線が二つの間に引かれなければならない。一方の側は、問いをかけるときに補助として使う装置であり、いわば自分自身の一部として扱う。もう一方の側は、調査する物理系である。後者は、数学的に波動関数として表される。この関数は、量子論によれば、現在の状態から任意の将来の状態を決定する微分方程式で構成されており（…）観測される系と測定装置の間の境界線は、問題の性質によって即座に定義されるが、明らかに物理的プロセスの不連続性を意味するものではない。この理由から、限界はあるが、境界線の位置の選択には完全な自由が存在しなければならない」